# Отчере, Жаклин
Жаклин Отчере (нем. Jacqueline Otchere; род. 5 мая 1996 года, Гейдельберг) — немецкая легкоатлетка, специализирующаяся в прыжках с шестом. Двукратная чемпионка Германии (2018, 2021). Чемпионка Германии в помещении 2022.

## Биография
Родилась 5 мая 1996 года в Гейдельберге. Её родители — выходцы из Ганы и Германии. Окончила Гейдельбергский университет. У неё есть младший брат Джулиан (род. 1998), который также занимается прыжками с шестом.
Тренируется в клубе «MTG Mannheim» под руководством Александра Руппа.
В 2018 году выиграла чемпионат Германии и представляла страну на чемпионате Европы. В 2019 и 2022 году становилась бронзовым призёром чемпионата Германии.

## Основные результаты
| Год  | Соревнования     | Место проведения | Место    | Результат |
| ---- | ---------------- | ---------------- | -------- | --------- |
| 2018 | Чемпионат Европы | Берлин, Германия | 17 (кв.) | 4,35 м    |
| 2022 | Чемпионат мира   | Юджин, США       | 10       | 4,45 м    |
| 2022 | Чемпионат Европы | Мюнхен, Германия | 23 (кв.) | 4,10 м    |